# Bistriški šum
Bistriški šum je 13 m visoko slapišče na potoku Bistrica na Pohorju. Je precej položen, teče po žlebu in se izlije v tolmun.
Potok Bistrica ima povirje v Stegnetovem in Trtnikovem močvirju pod Žigartovim vrhom na Pohorju. Potok teče v soteski imenovani Bistriški vintgar, polni tonalitnih skal in ima precejšen strmec. V soteski se nahajajo tudi izdanki serpentinitnega skalovja in belega pohorskega marmorja. Tega so kopali že Rimljani, o njem pa priča opuščeni kamnolom. Kamen je mogoče videti kot ostanke Poetovie (Ptuj) in Celeje (Celje) ter v Šempeterski nekropoli.
Potok Bistrica je v preteklosti nudil zavetje staroselcem. V bližini leži Ančnikovo gradišče, utrdba iz 4. stoletja. Vse do druge svetovne vojne je na potoku delovalo precej mlinov in žag, katerih ostanke je mogole videti še danes.
V Bistriškem vingarju je pestro tudi rastlinje. Tukaj najdemo praproti in sršaje, ki rastejo le na serpentinitih, največja znamenitost pa je Maroltova jelka. Včasih je imela tri vrhove in je bila visoka 43 m ter obseg 605 cm. Bila je najdebelejša jelka v Vzhodnih Alpah.
Skozi sotesko poteka planinska pot, ki se začne v Slovenski Bistrici.